# Johann Georg Walch
Johann Georg Walch (født 17. juni 1693, død 18. februar 1775) var en evangelisk teolog.
Walch studerede i Leipzig, hvor han blev inspireret af pietismens tanker. I 1713 opnåede han en stilling der som magister i klassisk filologi. Efter 1718 underviste han i Jena. Samme år blev han ekstraordinær professor i filosofi og oldtidskunskab, 1719 ordentlig professor i retorik, 1721 i digtekunsten, 1728 i teologi.
Han udgav omfattende værker om kirke- og dogmehistorie, særligt må fremhæves Historische und theologische Einleitung in die Religionsstreitigkeiten der evangelisch-lutherischen Kirche (1730-39), og Historische und theologische Einleitung in die Religionsstreitigkeiten, welche sonderlich außer der evangelisch-lutherischen Kirche entstanden (1733-36) samt Bibliotheca theologica selecta (1757-65). 
I en betænkning, som han i 1747 blev opfordret af den lokale fyrste til at skrive, udtalte han sig imod den herrnhutiske trosretning. 1740-53 udgav han i 24 bind Martin Luthers skrifter på tysk. Af større filosofihistorisk betydning var hans Philosophisches Lexicon og sin Kontroversstücke gegen die Wolffsche Metaphysik.
Johann Georg Walch var far til teologerne Johann Ernst Immanuel Walch og Christian Wilhelm Franz Walch.

## Udvalgte værker
- Gedancken vom philosophischen Naturell , 1723
- Kontroversstücke gegen die Wolffsche Metaphysik, 1724
- Philosophisches Lexicon, 1726
- Historische und theologische Einleitung in die Religions-Streitigkeiten außer der Evangelisch-Lutherischen Kirche , 1733 – 1736